# Linia kolejowa Tampere – Haapamäki
Linia kolejowa Tampere – Haapamäki (fiń: Tampere–Haapamäki-rata) – fińska linia kolejowa, która biegnie od Tampere przez Orivesi do Haapamäki. Została oddana do użytku w 1882 roku. Linia jest dwutorowa na odcinku Tampere – Orivesi i jednotorowa od Orivesi do Haapamäki. Jej długość wynosi 106,5 km.